# Elecciones generales de Bolivia de 1964
Las elecciones generales de Bolivia de 1964 se llevaron a cabo el 31 de mayo. Víctor Paz Estenssoro del Movimiento Nacionalista Revolucionario (MNR) fue el único candidato a presidente, y los demás partidos sólo presentaron candidaturas parlamentarias. Paz Estenssoro fue reelegido con casi el 98% de los votos, y el MNR retuvo su amplia mayoría en el Congreso.

## Resultados
|                         |                                              |                                                     |           |        |          |         |         |          |         |         |
| Candidato               | Candidato                                    | Partido                                             | Votos     | %      | Escaños  | Escaños | Escaños | Escaños  | Escaños | Escaños |
| Candidato               | Candidato                                    | Partido                                             | Votos     | %      | Cámara   | Cámara  | Cámara  | Senado   | Senado  | Senado  |
| Candidato               | Candidato                                    | Partido                                             | Votos     | %      | Elegidos | Total   | +/–     | Elegidos | Total   | +/–     |
|                         | Víctor Paz Estenssoro René Barrientos Ortuño | Movimiento Nacionalista Revolucionario              | 1 114 717 | 97,89  | 36       | 57      | –7      | 9        | 22      | –7      |
|                         | – –                                          | Frente Boliviano Anticomunista                      | 12 245    | 1,08   | 0        | 0       | Nuevo   | 0        | 0       | Nuevo   |
|                         | – –                                          | Unión Cívica Nacional                               | 11 142    | 0,98   | 1        | 1       | Nuevo   | 0        | 0       | Nuevo   |
|                         | – –                                          | Falange Socialista Boliviana                        | 603       | 0,05   | 0        | 3       | –1      | 0        | 0       | 0       |
|                         | – –                                          | Partido Social Cristiano                            | 228       | 0,0    | 0        | 1       | 0       | 0        | 0       | 0       |
|                         | – –                                          | Partido Revolucionario Auténtico                    | 92        | 0,0    | 0        | 2       | –1      | 0        | 0       | 0       |
|                         | – –                                          | Partido Comunista de Bolivia                        | 74        | 0,0    | 0        | 0       | 0       | 0        | 0       | 0       |
|                         | – –                                          | Partido Revolucionario de la Izquierda Nacionalista | 23        | 0,0    | 0        | 9       | Nuevo   | 0        | 5       | Nuevo   |
|                         | – –                                          | Partido Obrero Revolucionario                       | 16        | 0,0    | 0        | 0       | 0       | 0        | 0       | 0       |
|                         | – –                                          | Acción Cívica Boliviana                             | 7         | 0,0    | 0        | 0       | 0       | 0        | 0       | 0       |
| Votos válidos           | Votos válidos                                |                                                     | 1 138 707 | 79,68  |          |         |         |          |         |         |
| Votos en blanco         | Votos en blanco                              |                                                     | 74 378    | 5,74   |          |         |         |          |         |         |
| Votos nulos             | Votos nulos                                  |                                                     | 83 784    | 6,46   |          |         |         |          |         |         |
| Total de votos emitidos | Total de votos emitidos                      |                                                     | 1 296 869 | 91,88  | 37       | 73      | +1      | 9        | 27      | 0       |
| Inscritos               | Inscritos                                    |                                                     | 1 411 560 | 100,00 |          |         |         |          |         |         |
| Abstención              | Abstención                                   |                                                     | 114 691   | 8,12   |          |         |         |          |         |         |
| Fuente: Nohlen.         |                                              |                                                     |           |        |          |         |         |          |         |         |